# 林培选
林培选，山东文登人，是一名清朝政治人物。
林培选曾接替王学廉任上海县知县一职，1781年由巴哈布接任。